# بنك إس تي سي
بنك إس تي سي بنك رقمي سعودي عبارة عن شركة مساهمة مقفلة برأس مال إجمالي قدره 3.350 مليار ريال سعودي. وافق مجلس الوزراء برئاسة خادم الحرمين الشريفين، في 22 يونيو 2021، على قيام وزير المالية بإصدار الترخيص اللازمة لكل من بنك إس تي سي والبنك السعودي الرقمي، وفقاً للمادة (الثالثة) من نظام مراقبة البنوك الصادر بالمرسوم الملكي رقم (م/5) وتاريخ 22-2- 1386هـ.

## التاريخ
في 22-11-2020م (07-04-1442هـ)، أعلنت شركة الاتصالات السعودية (اس تي سي) عن بيع حصة في إحدى شركاتها التابعة شركة المدفوعات الرقمية السعودية (stc pay).
في22-06-2021م (12-11-1442هـ) وافق مجلس الوزراء على منح ترخيص لشركة إس تي سي باي لتصبح بنكاً رقمياً برأس مال إجمالي قدره 2.5 مليار ريال سعودي. بعد إتمام الصفقة واستكمال كافة المتطلبات النظامية التي يحددها البنك المركزي السعودي والجهات المختصة، ستقوم اس تي سي بضخ مبلغ 802 مليون ريال سعودي للاحتفاظ بنسبة 85% من رأس مال شركة إس تي سي باي وتستثمر شركة ويسترن يونيون (عبر شركة تابعة مملوكة لها بالكامل) 750 مليون ريال سعودي لتملّك ما نسبته 15% من رأس مال شركة إس تي سي باي، مما رفع رأس المال الإجمالي إلى 2.5 مليار ريال سعودي. وكانت اس تي سي قد رفعت رأس مال شركة stc pay من 400 مليون ريال سعودي إلى 948 مليون ريال سعودي، من خلال تحويل قرض شركاء بقيمة 148 مليون ريال سعودي إلى رأس مال stc pay، وضخت اس تي سي مبلغ إضافي بقيمة 400 مليون ريال سعودي كرأس مال لشركة stc pay.
في تاريخ 28 يناير 2025 حصل بنك إس تي سي على عدم ممانعة من البنك المركزي السعودي (ساما) لبدء مزاولة عملياته المصرفية في المملكة العربية السعودية.